# Доброполь (Брестская область)
Добропо́ль (бел. Дабраполь) — деревня в Барановичском районе Брестской области Белоруссии. Входит в состав Почаповского сельсовета. Население по переписи 2019 года — 23 человека.

## География
Расположена к 30,5 км по автодорогам к северо-западу от Барановичей и в 14 км по автодорогам к юго-юго-западу от центра сельсовета, агрогородка Почапово, в 4 км от железнодорожной станции Мицкевичи на линии Барановичи—Лида. К северо-востоку от деревни протекает река Молчадь. Действует ООО «Доброкамень». Деревня обслуживается Молчадской амбулаторией.

## История
В 1905 году — имение Добриполь в Люшневской волости Слонимского уезда Гродненской губернии, 86 жителей.
После Рижского мирного договора 1921 года — фольварк в составе гмины Молчадь Слонимского повета Новогрудского воеводства Польши. По переписи 1921 года здесь числилось 8 жилых зданий, в которых проживало 53 человека (26 мужчин, 27 женщин), из них 27 белорусов и 26 поляков (по вероисповеданию — 27 православных и 26 римских католиков).
С 1939 года — в составе БССР. С июня 1941 года до 9 июля 1944 года оккупирована немецко-фашистскими войсками. С 15 января 1940 года в Городищенском районе Барановичской, с 8 января 1954 года Брестской области, с 25 декабря 1962 года в составе Барановичского района.
До недавнего времени действовал магазин.

## Население
| Численность населения (по переписи) | Численность населения (по переписи) | Численность населения (по переписи) | Численность населения (по переписи) | Численность населения (по переписи) | Численность населения (по переписи) | Численность населения (по переписи) |
| 1905                                | 1921                                | 1959                                | 1970                                | 1999                                | 2009                                | 2019                                |
| ----------------------------------- | ----------------------------------- | ----------------------------------- | ----------------------------------- | ----------------------------------- | ----------------------------------- | ----------------------------------- |
| 86                                  | ↘53                                 | ↗114                                | ↗144                                | ↘100                                | ↘48                                 | ↘23                                 |